# Maylis de Kerangal
Maylis de Kerangal (ur. 16 czerwca 1967 w Tulonie) – francuska pisarka, laureatka Prix Médicis.

## Życiorys
Urodziła się 16 czerwca 1967 w Tulonie, a wychowała się w Hawrze. Studiowała historię, filozofię i etnografię w Rouen i Paryżu. Po studiach pracowała w wydawnictwie Gallimard Jeunesse. Podczas rocznego pobytu w Stanach Zjednoczonych w 1997 roku zaczęła pracę nad debiutancką powieścią Je marche sous un ciel de traîne. Po powrocie do Paryża została absolwentką École des hautes études en sciences sociales i związała się z magazynem „Inculte”.
Zadebiutowała w 2000 roku i wkrótce poświęciła się karierze literackiej, łącząc ją z pracą w wydawnictwie Éditions du Baron Perché, które sama założyła. Przełomem w jej karierze była powieść Naissance d’un pont (2010), która opisuje bezcelowy projekt budowy sześciopasowego mostu w fikcyjnym mieście amerykańskim, wymyślony przez aroganckiego polityka. Dzieło zostało wyróżnione nagrodami Prix Médicis, Prix Franz-Hassel oraz Premio Gregor von Rezzori. Z kolei powieść Reperować żywych, która opisuje dobę, podczas której przeszczep serca młodego surfera może uratować życie kobiety w średnim wieku, sprzedała się w ponad 250 tys. egzemplarzy. Dzieło przyniosło autorce nagrody Grand Prix RTL Lire, Prix Orange du Livre, Prix Relay oraz Wellcome Book Prize, a dziennik „Le Figaro” nazwał Kerangal „nowym fenomenem literackim”. Powieść doczekała się dwóch adaptacji teatralnych, z kolei w 2016 roku została zekranizowana przez Katell Quillévéré pod tytułem Podarować życie, z Taharem Rahimem i Emmanuelle Seigner w rolach głównych.
Mieszka w Paryżu.

## Twórczość

### Powieści
- 2000: Je marche sous un ciel de traîne[1]
- 2003: La Vie voyageuse[1]
- 2008: Corniche Kennedy[1]
- 2010: Naissance d’un pont[2]
- 2012: Tangente vers l’est[1]
- 2014: Reparer les vivants, wyd. pol.: Reperować żywych. Krystyna Arustowicz (tłum.). Wydawnictwo Literackie, 2015. ISBN 978-83-08-05535-9. Brak numerów stron w książce
- 2016: Un chemin de table[2]
- 2018: Un monde à portée de main[1]

### Opowiadania
- 2006: Ni fleurs ni couronnes[1]
- 2006: Dans les rapides[1]